# Rafinăria Moldonaphta din Lucăcești
Rafinăria Moldonaphta a fost o rafinărie de petrol din Lucăcești, Bacău înființată în 1926 și deținută de un acționariat compus din cetățeni români, ulterior ajunsă în proprietatea Danube Oil Co. Ltd. (Regatul Unit al Marii Britanii) iar apoi în controlul celui de-al Treilea Reich înainte și în timpul celui de-Al Doilea Război Mondial. Aceasta era una dintre cele două mari rafinării a zonei Moineștiului, alături de Steaua Română.

## Istoric

### Înființare
O rafinărie a fost construită în anul 1899. O altă sursă a menționat că rafinăria lui Moses Frischhoff (ulterior Moldonaphta) a fost înființată în 1894, în Valea Arinilor.
În Monitorul Oficial din 26 aprilie 1926 s-a anunțat constituirea Societății Anonime Române (S.A.R.) Moldonaphta pentru industria și comerțul petrolului, cu un capital social de 7 500 000 lei, cu sediul în București, strada Rinocer nr. 2, prin membrii:
- succesorii întreprinderii petroliere Moses Frischhoff din Moinești, Marin Frischhoff (cu pachetul majoritar de acțiuni), și Victor Segal;
- Vasile Stoicovici, profesor la Academia de înalte Studii Comerciale și Industriale, Secretarul General al Camerei de Comerț și Industrie din București;
- Răducanu Constantinescu;
- Vasile T. Cancicov, avocat, fost deputat;
- Emil Salay;
- Paul Ghițescu, avocat;
- Edgar Terzian[3]

Pentru achitarea acțiunilor subscrise, succesorii întreprinderii petroliere Moses Frischhoff au adus ca aport în natură:
1. Rafinăria de petrol din comuna Lucăcești No. 1, incluzând terenurile cumpărate de la țărani și toate construcțiile existente;
2. Rafinăria de petrol din comuna Lucăcești No. 2, incluzând aceleși tip de bunuri ca prima.[3]

Acestea au fost evaluate de către succesori la 1 000 000 lei; precum și instalațiile, mașinăriile, sculele, materialele, butoaiele și altele, evaluate la 1 250 000 lei. Marin Frischhoff împreună cu Emil Salay au mai adus ca aport jumătate din terenul cu toate instalațiile și clădirile aflate în fața gării Găgeni, Prahova.
O altă sursă a mai menționat ca acționari pe S. Moscovici și L. Sanielevici a societății înregistrate în 1926.
La nivelul anului 1930 era controlată de Danube Oil Co. Ltd. (Regatul Unit al Marii Britanii) și avea un capital social de 22 000 000 de lei. Compania engleză a fost înființată în 1914, cu un capital social de 160 000 de lire sterline.
Danube Oil Tr. Cy. (Ltd.), mai deținea în 1927 la Onești o rafinărie cu o capacitate de procesare de 14 400 de tone, cu 118 tone recepționate în anul 1925 și ce reprezenta 0,8 % din capacitatea instalată. Deținea o capacitate de stocare a petrolului de 465 de tone și a produselor rafinate de 580 de tone.
A făcut parte din categoria primelor două mari rafinării din zona Moineștiului, cu o capacitate de prelucrare de circa 8 vagoane pe zi, alături de Steaua Română din Moinești, ce avea o capacitate de prelucrare de 25 de vagoane pe zi.

### Dezvoltare
Societatea a deținut o instalație de adsorbție Carbo Union Lurgi, dotată cu stabilizare, însă ce a funcționat cu intermitențe din cauza lipsei gazelor. Instalațiile, ce foloseau adsorbția cu cărbune activ, fuseseră instalate de Danube Oil, și compuneau o unitate transportabilă cu o capacitate de două tone pe zi. O unitate de același tip și capacitate fusese instalată și la societatea Româno-Americană din Băicoi.
În 1927, în scopul suplimentării veniturilor, s-a încercat rafinarea uleiurilor de către D. Schreiber, lucrător al rafinăriei. În același an avea o capacitate de prelucrare de 18 000 de tone, cu 1120 de tone recepționate în 1925 și ce reprezenta 6,2 % din capacitatea instalată. Deținea o capacitate de stocare a petrolului de 500 de tone și a produselor rafinate de 1800 de tone. În 1929 avea o capacitate de prelucrare de 18 000 de tone, o capacitate de stocare a petrolului de 500 de tone și a produselor rafinate de 1800 de tone. După o altă sursă, în 1929 a avut o capacitate anuală de distilare de 156 600 de barili de petrol, cu o etapă de tratare de 65 250 de barili și etapă de rerafinare de 31 175 de barili.
În 1930 a avut o capacitate anuală de distilare de 21 600 de tone, una de rafinare de 9000 de tone, una de rectificare de 4300 de tone, o capacitate de stocare a petrolului de 800 de tone și una a produselor de 1500 de tone. În 1934 deținea un perimetru de exploatare cu puțuri în schela Mosoare, menționat și în 1938. În schelele Stănești și Tazlău societatea a operat un total de 617 metri de foraje. În 1921 capacitatea zilnică de prelucrare era de 400 de barili iar produsele finite constau în benzină, kerosen, gaz și păcură.
În 1936, producția combinată a celor două rafinării importante din zonă, Steaua Română din Moinești și Moldonaphta din Lucăcești, a fost de 90 000 de tone, dintr-un total de 104 000 tone rafinate în zona Moinești–Lucăcești.
La nivelul anului 1938 avea o capacitate de prelucrare de circa 8 vagoane pe zi. În 1939 Moldonaphta deținea o schelă de exploatare la Târgu Ocna (Mosoare), iar prin The Danube Oil Trad. altele la Lucăcești și Măgirești.
În contextul ocupării Franței, Belgiei și Olandei de Germania Nazistă, aceasta a preluat pachetele majoritare de acțiuni ale Sociéte Industrielle des Pétroles Roumains (S.I.P.E.R.), Omnium International des Pétroles (din Paris) și a trustului franco-belgian Compagnie Financière Belge des Pétroles. În acest fel, compania germană Kontinentale Öl⁠(en)[traduceți] Gmbh (din Berlin) a devenit proprietara companiilor petroliere Foraky Românească, Concordia, Moldonaphta, I.R.D.P. (Industria Română de Petrol), Colombia, Explora, Sarpetrol și S.A.R.D.E.P. Drept rezultat, industria petrolieră românească a avut de suportat efectele dictatului economic din toamna anului 1940, ca apoi și repercusiunile create de război.
Potrivit unei alte surse, efortul intrării în posesiunea acțiunilor unor rafinării românești s-a reflectat la Moldonaphta prin acționariatul german al Elwerath⁠(de)[traduceți]. Altele ajunse în control au fost Astra Română, Petrol Block, I.R.D.P., Colombia, Concordia, Foraky Românească (aceasta la Warenfinanzierungs AG din Berlin) și altele. În continuare, în scopul unui control mai riguros asupra industriei petroliere din țară, trustul german Kontinentale Öl (fondat în 1941 la Berlin) și-a înființat o sucursală la București. Astfel, Germania a cumpărat acțiuni ale unor societăți mici (precum Explora, Foraky Românescă sau Moldonaphta), fiind transferate în societatea Kontinentale Öl AG, cu această ocazie înființându-se sucursala românească Kontinentale Ol GmbH.
În 1941, Adunarea generală extraordinară l-a autorizat pe V. I. Warth în funcția de administrator al societății Moldonaphta. În același an, la Moldonaphta cu sediul în București, strada Orlando nr. 12, din totalul de 44 000 de acțiuni, 43 500 acțiuni (aproape 99 % din total) au fost cumpărate în 1941 de către fosta societate Foraky Românească, iar restul de 500 acțiuni revenind Societății Bancara Română și depuse unor persoane private. Tot în 1941 Foraky Românească a fuzionat în Concordia, cea din urmă primind un imobil din Ploiești și controlul Moldonaphta, unde exploatările existente în regiunea Moldovei reprezentau un punct de plecare pentru o activitate economică viitoare în zonă. În cadrul proceselor de la Nürnberg, în procesul United States of America v. Carl Krauch⁠(en)[traduceți] et al s-a menționat fuziunea dintre Foraky Românească și Moldonaphta, controlate de Al Treilea Reich prin Concordia, unde s-a crescut astfel participația germană a ultimei cu 140 000 de acțiuni cu o valoare nominală de 49 000 000 lei.
În 1940 a avut o capacitate de prelucrare de 30 000 de tone pe an.
Între anii 1944–1945 producția lunară a Societății „Steaua Română” din Moinești a fost de 2660 tone, iar cea a Societății „Moldonaphta” de 3950 tone. În 1945, împreună aveau 281 de angajați.

### Desființare
În anul 1947 autoritățile au hotărât închiderea tuturor rafinăriilor (găzăriilor) din regiunea Moldovei, cu excepția rafinăriei Societății Steaua-Română din Moinești și a Rafinăriei Mărgineni (Bacău). La nivelul aceluiași an cele două rafinării rămase în funcțiune în regiunea Moldovei au fost Steaua Română din Moinești și fosta rafinărie Blum și Făinaru din Mărgineni, aceasta din urmă fiind menținută în funcțiune numai pentru rafinarea producției de petrol neimportante provenită din două câmpuri petrolifere învecinate, Câmpeni și Tețcani.
În anul 1948 societatea a fost naționalizată alături de alte companii petroliere precum: Astra Romană, Româno-Americană, Steaua Română, Concordia, Colombia, Creditul Minier, Unirea, I.R.D.P., Distribuția, Petrol Block, Redevența, Dacia Română, Petroleum Syndicate Ltd., Prahova, Doicești, Petrolina, Xenia, Astramina, Vacuum Oil Co., Desbenzinarea, Foraj Lemoine, Sospiro, Neopetrol, Româno-Belgiana de Petrol, Exploatarea Perimetrelor Statului, Aragaz, Nafta Română, Sondrum, Starnafta, Noris și Schlumberger.